# Mount McGhee
Mount McGhee är ett berg i Antarktis. Det ligger i Östantarktis. Australien gör anspråk på området. Toppen på Mount McGhee är 1 099 meter över havet.
Terrängen runt Mount McGhee är lite kuperad. Trakten är obefolkad. Det finns inga samhällen i närheten.